# Zhag’yab
| Tibetische Bezeichnung                                                  |
| ----------------------------------------------------------------------- |
| Tibetische Schrift: བྲག་གཡབ་རྫོང་                                          |
| Wylie-Transliteration: brag g.yab rdzong                                |
| Offizielle Transkription der VRCh: Zhag’yab                             |
| THDL-Transkription: Drakyap                                             |
| Andere Schreibweisen: Dagyab, Dragyab, Dag-yab, Drag-yab, Drak-yap etc. |
| Chinesische Bezeichnung                                                 |
| Traditionell: 察雅縣                                                    |
| Vereinfacht: 察雅县                                                     |
| Pinyin:Cháyǎ Xiàn                                                       |

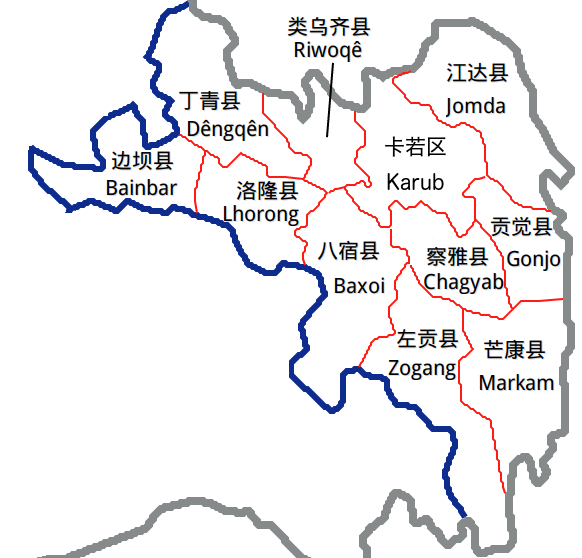
Lage der Kreise in der Stadt Qamdo

Zhag’yab (Drag´yab; tib. für „Felsvorsprung“) ist ein Kreis der Stadt Qamdo im Autonomen Gebiet Tibet der Volksrepublik China. Der Name bezieht sich auf die Meditationsstätte des ersten Schutzherrn der Gegend, des I. Dagyab Kyabgön, eine Höhle unter einem Felsvorsprung.
Der Kreis liegt ganz im Osten Tibets am Oberlauf des Mekong, ca. 60 km südlich des Regierungssitzes von Qamdo. Er hat eine Fläche von 8.260 km² und 57.065 Einwohner (Stand: Zensus 2020). Beim Zensus im Jahre 2000 waren es noch 53.009 gewesen. Verwaltungssitz ist die Großgemeinde Yêndum (dbyen ’dum དབྱེན་འདུམ་ / Yānduō Zhèn 烟多镇) mit 9.314 Einwohnern (Zensus 2000). Im äußersten Westen des Kreises ragen die Rollbahnen des Flughafens Bamda von Baxoi nach Zhag’yab hinein.
Die Landschaft ist durch fruchtbare Flussoasen mit wehrdorfähnlichen bäuerlichen Ansiedlungen sowie markante, tief rote, karge Felslandschaften mit lotrecht stehenden geologischen Schichten und weite, grüne Hochweiden geprägt.
Die Einwohner leben überwiegend von der Landwirtschaft oder als Nomaden. Eine moderne Infrastruktur besteht nicht. Das Pferd dient als Reise- und Transportmittel in dem unwegsamen Gebiet, dessen Ebenen und Täler in Höhen zwischen 3.100 und 4.200 Meter liegen.

## Administrative Gliederung
Auf Gemeindeebene setzt sich Zhag’yab aus drei Großgemeinden und zehn Gemeinden zusammen. Diese sind 
- Großgemeinde Yêndum 烟多镇 (tib. Endün)
- Großgemeinde Gyitang 吉塘镇 (tib. Chithang)
- Großgemeinde Zhamdum 香堆镇 (tib. Jamdün)

- Gemeinde Zongsha 宗沙乡
- Gemeinde Kentong 肯通乡
- Gemeinde Kagong 卡贡乡
- Gemeinde Guangda 扩达乡
- Gemeinde Xinka 新卡乡
- Gemeinde Wangka 王卡乡
- Gemeinde Aze 阿孜乡
- Gemeinde Bari 巴日乡
- Gemeinde Rongzhub 荣周乡
- Gemeinde Zhagra 察拉乡